# Microkayla iatamasi
Microkayla iatamasi é uma espécie de anfíbio  da família Leptodactylidae e é endémica de Bolívia. Os seus habitats naturais são: regiões subtropicais ou tropicais húmidas de alta altitude e campos de altitude subtropicais ou tropicais.